# Pendrecht

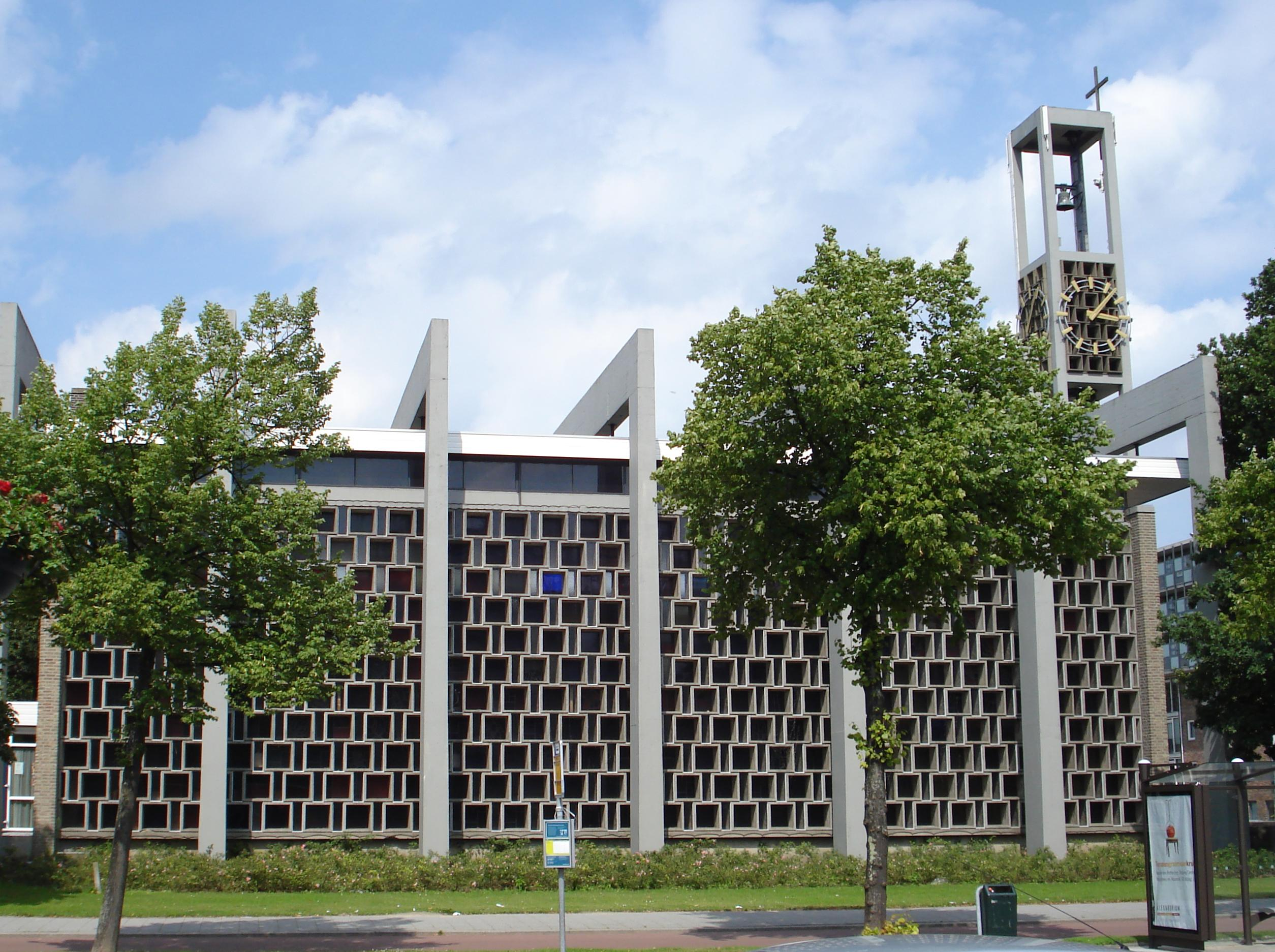
St. Bavokerk in Pendrecht

Pendrecht is een wijk in het zuiden van het Rotterdamse stadsdeel Charlois. Pendrecht is vanaf 1949, in de jaren vijftig gebouwd.
Pendrecht wordt begrensd door de Groene Kruisweg in het westen, de Oldegaarde in het noorden, de Zuiderparkweg in het oosten en de Charloisse Lagedijk in het zuiden. De belangrijkste verkeersader en tevens winkelstraat is de Slinge. Plein 1953 is het 'winkelcentrum' in het hart van Pendrecht. Straatnamen zijn vernoemd naar plaatsen in Zeeland, Zuid-Holland en West-Brabant, die door de watersnoodramp van 1 februari 1953 getroffen werden.

## Geschiedenis
Pendrecht is genoemd naar een ambacht op het eiland IJsselmonde, ten zuiden van de huidige wijk. Het ambacht Pendrecht was tegen het eind van de achttiende eeuw bijna ontvolkt geraakt (18 inwoners in 1795) en werd in de Franse tijd bij Rhoon gevoegd.
Na de oorlog was er een groot gebrek aan woonruimte in Rotterdam. Bij het bombardement op 14 mei 1940 gingen 25.000 woningen verloren en werden 80.000 mensen dakloos. Tevens had men de verwachting dat de bevolking explosief zou gaan groeien. De opgave was dus nieuwe wijken te bouwen met genoeg woningen voor de toekomst. Een van de gevolgen hiervan was dat hoogbouw in Pendrecht een belangrijke rol zou gaan spelen.
De stedenbouwkundige Lotte Stam-Beese kreeg de opdracht de wijk Pendrecht te ontwerpen. Het was een vooruitstrevende gedachte om woningen te ontwerpen waar gezinnen over 3 tot 4 slaapkamers met een aparte woonkamer zouden kunnen beschikken, voor grotere gezinnen vaak met een eigen tuintje.
Stam-Beese had haar eigen voorstelling van Pendrecht: open straten met veel groen waar verschillende bevolkingsgroepen naast elkaar zouden kunnen leven. Buurtwinkels, wijkwinkels en scholen werden precies gepland. Zelfs de tijd die nodig was om naar school of naar de kerk te lopen werd precies berekend. De wijk werd in feite niet verlaten behalve dan misschien voor grotere aankopen of deelname aan culturele activiteiten. De hele structuur van Pendrecht was gebaseerd op deze wijkgedachte die zijn eigen gezicht zou hebben. Woningen vormden een buurt, buurten een wijk en wijken een stad.
Er werden woningen ontworpen waar bejaarden, kleine en grote gezinnen naast elkaar zouden kunnen wonen. Daardoor zou men elkaar kunnen ondersteunen, de ouderen zouden de jongeren helpen en omgekeerd. De kinderen speelden gezamenlijk op de vele pleintjes en er werd gevoetbald op de kleine veldjes. Men deelde de open grond tussen de huizen met anderen. De bewoners werden in die tijd als één groep gezien die onderling gelijkgesteld was. Om dit mogelijk te maken werd er zelfs een selectie op de bewoners toegepast die zich in de modelwijken wilden gaan vestigen.
De flats hadden ook allemaal dezelfde indeling die handig en praktisch ingedeeld moest worden. Omdat men zo veel mogelijk woningen wilde bouwen, waren de woningen klein van opzet en was de oppervlakte gemiddeld niet groter dan 53 vierkante meter.

## Voorzieningen
Op Plein 1953 was tot 1 januari 2011 de Wijkaccommodatie De Middelburgt gevestigd. Deze werd in verband met bezuinigingen door de deelgemeente Charlois gesloten. Anno 2015 is hierin de Kinderfaculteit Pendrecht gehuisvest. Verder zijn in Pendrecht zowel openbare als christelijke basisscholen. Aan de Slinge staat de markante Sint Bavokerk.

## Openbaar vervoer

### Bus
Stadsbuslijnen 67 t/m 69 en 72 van de RET verbinden de wijk met het Zuidplein.

### Metro
In 1970 werd Pendrecht door de metro met de binnenstad verbonden. Nu was het mogelijk in korte tijd het centrum van Rotterdam te bereiken. Het metrostation Slinge kreeg als eerste in Nederland een 'park-and-ride'-functie.

## Demografie
| Achtergrond inwoners Pendrecht (2020)     | Aantal | %     |
| ----------------------------------------- | ------ | ----- |
| Autochtonen                               | 3.285  | 26,86 |
| Surinamers                                | 1.650  | 13,49 |
| Turken                                    | 1.505  | 12,31 |
| Marokkanen                                | 1.145  | 9,36  |
| Antillianen                               | 1.080  | 8,83  |
| Overige Niet-Westerse migratieachtergrond | 1.980  | 16,19 |
| Westerse migratieachtergrond              | 1.585  | 12,96 |
|                                           |        |       |
| Totaal Niet-Westerse migratieachtergrond  | 7.360  | 60,18 |
| Totaal migratieachtergrond                | 8.945  | 73,14 |
| Totaal inwoners                           | 12.230 | 100   |

## Verpaupering
Vijftig jaar na de bouw ging de wijk er anders uitzien. De kinderen die in Pendrecht opgroeiden trokken weg en gingen in de voorsteden wonen. De woningen waren nu te klein, de jongeren wilden grotere, betere woningen. Over bleven de senioren die ca. 40% van de twaalfduizendkoppige bevolking van Pendrecht uitmaken. Het grote aanbod van woningen die in aanmerking komen voor huursubsidie trok nieuwe groepen bewoners aan die elders geen betaalbaar onderdak meer konden vinden. De wijk verschraalde en verpauperde.

## Herstructurering
Om de wijk weer aantrekkelijker te maken is al jaren een grote herstructurering gaande. Veel woningen zijn gesloopt of gerenoveerd. Het grootste deel van de herstructurering is onderdeel van De Tuin op het Zuiden, de naam van een heel groot project dat uit meerdere kleine fasen bestaat. In het zuidelijke deel van Pendrecht maken zo'n 1000 woningen plaats voor ongeveer 500 nieuwbouwwoningen. Hierdoor zijn zich weer meer gezinnen in de wijk gaan vestigen. Inmiddels krabbelt de wijk weer op. De grootschalige aanpak van Pendrecht dient als voorbeeld voor andere wijken in Rotterdam. De veiligheid en sociale cohesie zijn in de afgelopen jaren aanzienlijk verbeterd.

## Imagocampagne
Een van de nadelen van de verpaupering van de wijk was het slechte imago van Pendrecht. De wijk kwam regelmatig negatief in het nieuws. Daarom ging in juni 2009 een twee jaar durende imagocampagne van start: Pendrecht is goed bezig! Binnen die campagne lag de focus op alles dat wél goed gaat. Iedere maand stond een bewoner met zijn of haar project in de schijnwerpers. Die persoon werd 'held' genoemd. De helden vertelden de rest van de wijk wat ze deden voor een project en waarmee ze 'goed bezig' waren. Elke inwoner van Pendrecht kreeg iedere maand een ansichtkaart in de bus waarop de held werd voorgesteld. Verder hingen er diverse posters in de wijk en stond er aan de Slinge een bord van 35 vierkante meter groot.
De campagne heeft het gewenste resultaat gehad. De wijk kwam regelmatig positief in het nieuws. Ook werd de wijk veiliger en zorgde de campagne voor een positieve teneur op straat.
Carnisserbuurt · 
Heijplaat · 
Oud-Charlois · 
Pendrecht · 
Tarwewijk · 
Wielewaal · 
Zuidwijk
Rotterdam Centrum ·
Rotterdam-Noord ·
Rotterdam-Oost ·
Rotterdam-West ·
Rotterdam-Zuid ·
110-Morgen ·
Afrikaanderwijk ·
Agniesebuurt ·
Bergpolder ·
Beverwaard ·
Blijdorp ·
Blijdorpse polder ·
Bloemhof ·
Boomgaardshoek ·
Bospolder-Tussendijken ·
CS-kwartier ·
Carnisserbuurt ·
Cool ·
Crooswijk ·
De Esch ·
De Veranda ·
Delfshaven ·
Delfshaven-Schiemond ·
Dijkzigt ·
Feijenoord ·
Gadering ·
Groenenhagen-Tuinenhoven ·
Groot-IJsselmonde ·
Heijplaat ·
Het Lage Land ·
Hillegersberg ·
Hillesluis ·
Homerusbuurt ·
Hordijkerveld ·
Kandelaar ·
Karl Marxbuurt ·
Katendrecht ·
Kiefhoek ·
Kleinpolder ·
Kleiwegkwartier ·
Kop van Zuid ·
Kralingen ·
Kralingse Veer ·
Kreekhuizen ·
Landzicht ·
Liskwartier ·
Lloydkwartier ·
Lombardijen ·
Meeuwenplaat ·
Middelland ·
Middengebied ·
Millinxbuurt ·
Molenlaankwartier ·
Molièrebuurt ·
Nesselande ·
Nieuw Engeland ·
Nieuw-Mathenesse ·
Nieuwe Westen ·
Nooddorp ·
Noordereiland ·
Ommoord ·
Oosterflank ·
Oud-Charlois ·
Oud-IJsselmonde ·
Oud-Mathenesse ·
Oude Noorden ·
Oude Westen ·
Oudeland ·
Overschie ·
Pendrecht ·
Prinsenland ·
Provenierswijk ·
Reyeroord ·
Rubroek ·
Sagenbuurt ·
Scheepvaartkwartier ·
Schiebroek ·
Schiemond ·
's-Gravenland ·
Smeetsland ·
Spaanse Polder ·
Spangen ·
Sportdorp ·
Stadsdriehoek ·
Struisenburg ·
Tarwewijk ·
Terbregge ·
Tussenwater ·
Varenbuurt ·
Vondelingenplaat ·
Vreewijk ·
Waalhaven ·
Westpunt ·
Wielewaal ·
Witte Dorp ·
Zalmplaat ·
Zenobuurt ·
Zestienhoven ·
Zevenkamp ·
Zomerland ·
Zuidwijk